# 塔基奧 (蒙大拿州)
塔基奧（英語：Tarkio）是位於美國蒙大拿州米納勒爾縣的非建制地區。

## 歷史
塔基奧的郵局於1913年設立，其後於1968年停運。

## 地理
塔基奧所處的海拔為高於海平面895米（即2936英呎），而該地所採用的時區為UTC-6，即北美山地時區（MST）。同時該地設有夏令時間，為UTC-7調快一小時，即UTC-6（MDT）。